# 祁兆庚
祁兆庚，甘肃陇西人，是一名清朝政治人物。
祁兆庚曾于1884年接替王椿荫任南汇县知县一职，1885年由蒋一桂接任。